# طويس بيقالي
الطويس البيقالي (الاسم العلمي: Aglais baicalensis) هو نوع من الحشرات يتبع جنس الطويس من فصيلة الحورائيات.